# LSWR 395 class
LSWR 395 class — тип товарного паровоза с осевой формулой 0-3-0, разработанный Уильямом Адамсом для Лондонской и Юго-Западной железной дороги в рамках модернизации, предпринятой Адамсом как главным инженером тяги на дороге. В 1881—1886 годах на заводе Neilson & Co. в Глазго было построено 70 паровозов, причём паровозы второй половины серии (34 единицы) были несколько длиннее и тяжелее первой. Модель оказалась долговечной, несколько паровозов прослужили более 70 лет.

## Служба на LSWR в 1881—1923 годах
Первые паровозы этого типа получили новые номера 395—406, другие пользовались и старыми номерами от списанных или переведённых в дубликаты паровозов. В 1908—1924 годах 54 паровоза перевели в дубликаты припиской нуля перед номером.
| Год  | Заводские номера        | Количество | Номера LSWR                       | Примечания                                   |
| ---- | ----------------------- | ---------- | --------------------------------- | -------------------------------------------- |
| 1881 | Neilson & Co. 2747-2751 | 5          | 395-399                           |                                              |
| 1882 | Neilson & Co. 2752-2758 | 7          | 400-406                           |                                              |
| 1883 | Neilson & Co. 2939-2950 | 12         | 153-167                           |                                              |
| 1883 | Neilson & Co. 2956-2967 | 12         | 433-444                           |                                              |
| 1885 | Neilson & Co. 3376-3391 | 16         | 496-511                           |                                              |
| 1885 | Neilson & Co. 3453-3462 | 10         | 27-30, 67, 71, 101, 105, 134, 148 | 67 и 71 в 1889 году перенумерованы в 83 и 84 |
| 1886 | Neilson & Co. 3392-3395 | 4          | 512-515                           |                                              |
| 1886 | Neilson & Co. 3463-3466 | 4          | 168, 172, 174—175                 |                                              |

## Служба вне Соединённого Королевства в 1916—1945 годах
В 1916—1918 годах 50 паровозов этого типа продали британскому правительству для нужд Железнодорожного отдела Корпуса королевских военных инженеров. В этом числе были все паровозы, не попавшие на тот момент в дубликаты. 36 паровозов работали на Палестинской военной железной дороге, а 9 принимали участие в Месопотамской кампании. В 1918 году ещё 7 паровозов из Палестины отправили в Месопотамию.
В 1919 году военные железные дороги со всем имуществом передали под гражданское управление Месопотамских железных дорог. 16 паровозов class 395 получили номера 423—438. В 1920 году сформировано и гражданское управление Палестинских железных дорог, где осталось 29 паровозов этого типа. В 1928 году в палестине списали в лом 22 паровоза, а оставшиеся 7 локомотивов (№ 0166, 0395, 0398, 0405, 0444, 503 и 508) проослужили до 1936 года, а утилизированы были не ранее 1944-го.

## В Англии после 1923 года

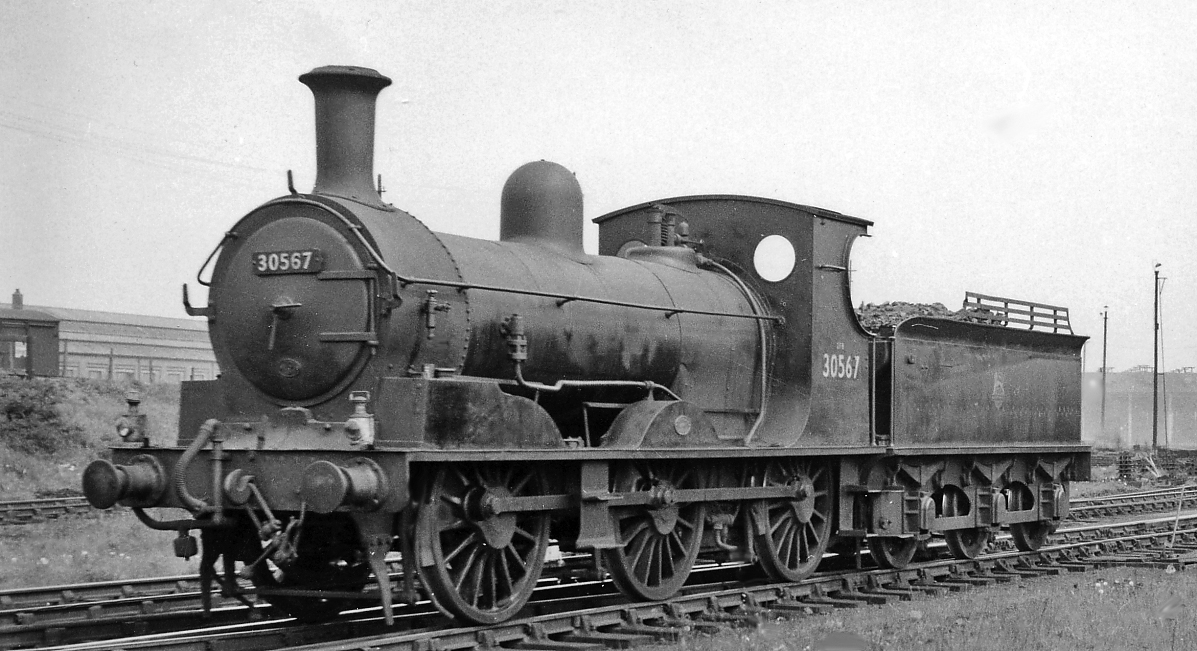
№ 30567 в Фелтемском локомотивном депо 11 мая 1959 года

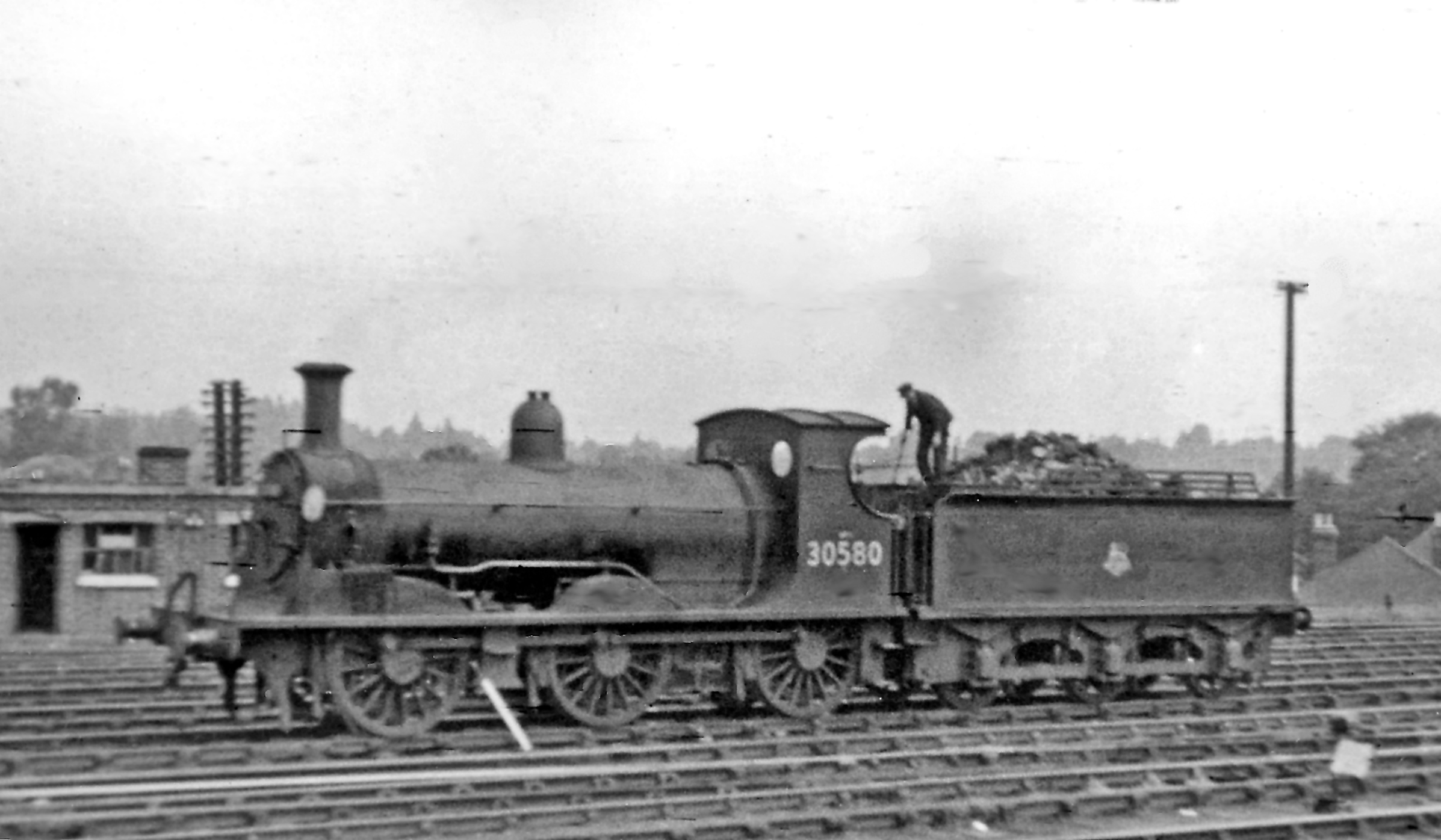
№ 30580 в Уокинге в 1955 году

После Первой мировой войны в Англии у LSWR оставалось 20 паровозов class 395: № 029, 083, 0101, 0153-0155, 0163, 0167, 0397, 0400, 0433, 0436, 0439-0442, 0496, 0506, 0509 и 0515. При укрупнении британских железнодорожных компаний они перешли к Southern Railway (SR) в 1923 году. В 1933 году списаны № 0153 и 0515. При национализации британских железных дорог в 1948 году 18 паровозов этого типа перешли к British Railways и получили номера 30564-30581. Их списывали в 1950-е годы, и последний паровоз № 30567 (первый номер 154) отправился на покой в сентябре 1959 года после 76 лет службы. Все паровозы этого типа утилизированы.
| Год  | На начало года | Списано | Номера списанных                                                                                       | Примечания                 |
| ---- | -------------- | ------- | --- | -------------------------- |
| 1916 | 70             | 17      | 084, 0104, 0148, 0157, 0159, 0164, 0166, 0172, 0175, 0395, 0399, 0405, 0435, 507, 510, 511, 513        | проданы правительству      |
| 1917 | 53             | 27      | 027, 028, 030, 0156, 0158, 0168, 0174, 0396, 0398, 0401-0403, 0438, 0443, 0444, 497-505, 508, 512, 514 | проданы правительству      |
| 1918 | 26             | 6       | 0105, 0165, 0404, 0406, 0434, 0437                                                                     | проданы правительству      |
| 1933 | 20             | 2       | E153A, E515A                                                                                           |                            |
| 1950 | 18             | 1       | 30576                                                                                                  | ex 440                     |
| 1953 | 17             | 3       | 30565, 30571, 30581                                                                                    | ex 83, 397, 509            |
| 1956 | 14             | 5       | 30569, 30570, 30573, 30577, 30579                                                                      | ex 163, 167, 433, 441, 496 |
| 1957 | 9              | 4       | 30572, 30574, 30578, 30580                                                                             | ex 400, 436, 442, 506      |
| 1958 | 5              | 3       | 30564, 30568, 30575                                                                                    | ex 29, 155, 439            |
| 1959 | 2              | 2       | 30566, 30567                                                                                           | ex 101, 154                |